# 1893 год в театре
1893 год в театре

## Знаменательные события
- 19 января — в Берлине состоялся премьерный показ первой постановки пьесы Генрика Ибсена «Строитель Сольнес».
- 9 февраля — в Ла Скала состоялась премьера оперы Джузеппе Верди «Фальстаф».

## Персоналии

### Родились
- 21 февраля — Ханна Хонти, венгерская актриса оперетты. Народная артистка Венгрии.
- 25 февраля — Григорий Маркович Ярон, актёр и режиссёр, народный артист России, один из организаторов Московского театра оперетты.
- 30 марта — Эйно Салмелайнен, финский режиссёр, театральный деятель.
- 17 апреля — Фаина Васильевна Шевченко, российская и советская актриса театра, народная артистка СССР (1948).
- 20 августа — Витаутас Бичюнас, литовский критик, драматург, режиссёр, прозаик, художник.
- 25 августа — Максим Дормидонтович Михайлов, советский певец (бас), народный артист СССР, солист Большого театра.
- 12 ноября — Александр Вячеславович Ульянинский, русский и советский писатель, драматург.
- 11 декабря — Эшки Мир-заде, персидский драматург .

### Скончались
- 4 июля — Иван Петрович Зазулин, русский актёр, режиссёр, театральный деятель, антрепренёр, драматург, прозаик.